# آلبرت هریسون (بازیکن فوتبال، زاده ۱۹۰۹)
آلبرت هریسون (انگلیسی: Albert Harrison; ۱۹ اوت ۱۹۰۹ – ۲ مارس ۱۹۸۹) بازیکن فوتبال اهل بریتانیا بود.
از باشگاه‌هایی که در آن بازی کرده‌است می‌توان به باشگاه فوتبال پورت ویل اشاره کرد.